# 국립부산과학관
국립부산과학관(國立釜山科學館, Busan National Science Museum)은 대한민국 부산광역시 기장군 기장읍 동부산관광6로 59에 있는 동부산관광단지(EBTC) 내에 있는 국립 과학관이다. 2015년 12월 11일에 개관하였다. 현재는 유료이다.

## 계획과 조성
2006년 부산시 과학관 유치에 관한 114만명의 서명운동이 계기가 되어 유치되었다.
한국개발연구원이 2010년 시행한 타당성 조사에서 경제성과 정책 일관성 분야에서 매우 높은 점수를 받았다. 이에 따라 2010년 계획에서는 공사비 총 1496억원 중 국비 1069억원이 투입되어, 지하 1층, 지상 7층 규모로 계획돼 2013년 완공될 계획이었다.
이후 계획이 축소 변경되어 미래창조과학부와 부산시청이 국비 852억원, 지방비 365억원으로 총 1천217억원을 투입하였다. 2013년 착공하였으며 부지 11만5500m2에 지상 3층, 지하 1층 규모의 건물로 2015년 6월 준공하였다. 2015년 12월 1일 임시개관 후 2015년 12월 11일 정식 개관하였다. 건물 내부에는 3개의 상설전시관과 어린이관, 천체투영관, 야외전시장이 갖춰져있다. 대한민국 동남권의 주력 산업인 자동차, 조선, 에너지, 방사선 의학 등의 주제로 하는 과학기술 체험관으로 조성되었다.

## 운영과 평가
2015년 2월 16일 대한민국 국회에서 과학관육성법 개정안이 통과됨에 따라, 대한민국 정부와 지방자치단체가 공동출연하는 특별법인인 '국립과학관법인'으로 운영하게 되었다. 또한 후원회 운영이나 기부금 모집을 할 수 있는 시민참여형 과학관으로 운영되고 있다.
2019년 9월 5일 국립부산과학관은 UN의 지속가능개발목표(SDGs)에 부합하는 프로젝트를 진행해, 호주 퀸스랜드 과학관에서 개최된 국제과학관학술회의 ‘2019 ASPAC 컨퍼런스’의 크리에이티브 어워즈에서 ‘애니멀피디아’ 프로젝트로 '과학 커뮤니케이션상'을 수상하였다. 이 밖에도 부산광역시교육청으로부터 3년 연속으로 ‘교육메세나탑’을 수상하고, 대한민국 교육부로부터 ‘2020 대한민국 교육 기부 우수기관’에 선정되기도 하였다.

## 같이 보기
- 과학관